# Pelourinho de Mortágua

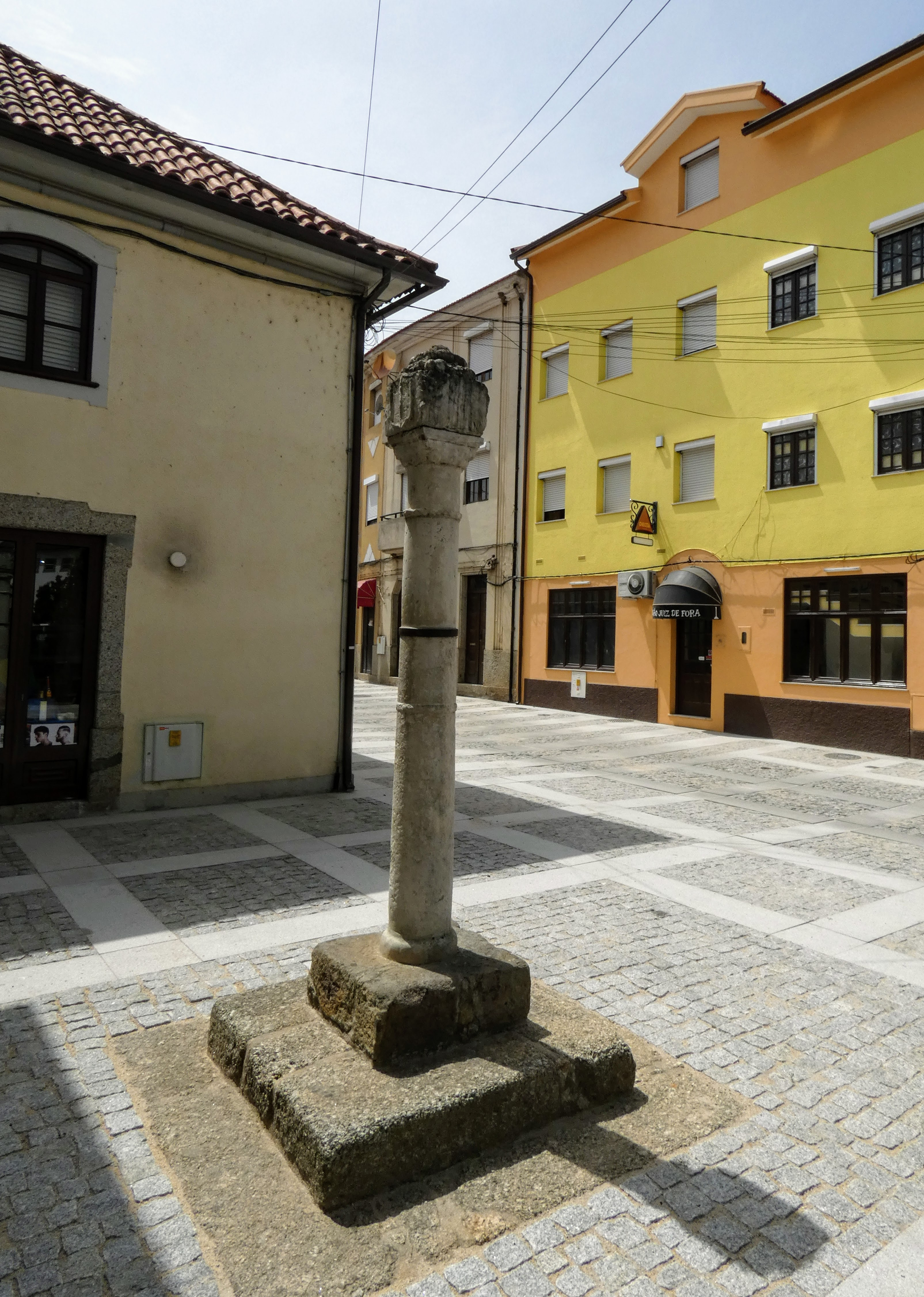
Pelourinho de Mortágua

O Pelourinho de Mortágua localiza-se na Rua Dr. João Lopes de Morais, no centro de Mortágua, na atual freguesia de Mortágua, Vale de Remígio, Cortegaça e Almaça, município de Mortágua, distrito de Viseu, em Portugal.
Foi classificado como Imóvel de Interesse Público pelo Decreto nº 23122 de 11/10/1933.

## Características
De estilo manuelino, o Pelourinho de Mortágua é uma construção de pedra constituída por uma coluna erguida verticalmente sobre uma base circular e terminada por um capitel. Assenta numa  plataforma de três degraus quadrangulares, o primeiro deles estaria originalmente enterrado.

## História
Desde a época de D. Afonso Henriques que tanto o rei como alguns senhores estabeleciam contratos com os habitantes de uma certa localidade. Esses documentos chamavam-se cartas de foral e as terras que as recebiam chamavam-se concelhos. 
Na carta de foral ficavam estabelecidos os foros e as isenções dos habitantes do concelho, os vizinhos, e a garantia de poderem eleger os seus representantes para a administração e a justiça local. A atribuição do foral era acompanhada da edificação de um pelourinho, que testemunhava o exercício do poder local – a autonomia do concelho face aos senhorios.
Mortágua teve a primeira carta de foral em 1192, atribuída pela rainha D. Dulce, esposa de D. Sancho I. Com este documento, Mortágua (e o seu termo) tornava-se um concelho.
Atendendo à evolução dos tempos, o rei D. Manuel I procedeu a uma reformulação de todas as cartas de foral do reino. Reconheceu a importância da Terra de Mortágua e deu-lhe o privilégio de receber uma nova carta de foral, em 1514. 
Nos dias de hoje, Mortágua possui ainda o seu pelourinho, construído no tempo da concessão do foral manuelino, a atestar a antiguidade e a importância que estas terras tiveram na história do nosso povo.
O ideal de administração descentralizada das atuais autarquias locais (municípios e freguesias) tem origem na autonomia concelhia.